# 藤井健次郎
藤井 健次郎（ふじい けんじろう、1866年11月11日〈慶応2年10月5日〉 - 1952年〈昭和27年〉1月11日）は、日本の植物学者、遺伝学者。理学博士、東京帝国大学名誉教授。文化勲章受章。

## 経歴
1866年、加賀国金沢で、加賀藩士の家に生まれる。幼くして両親を亡くし、叔母に育てられる。
1892年（明治25年）、東京帝国大学理科大学生物学科卒業。卒業後、同大学助手、助教授として植物学教室で研究と学生の指導を継続。
藤井は中等教育教科書の編纂に注力する一方で、長らく学位論文を提出せず、学位は論文提出ではなく、総長推薦によって授与された。
1901年から帝政ドイツ、英国に留学、植物形態学、細胞学、化石学などを学び帰国。
1911年、東京帝国大学教授に就任。1913年、理学博士の学位受領。
1918年に、大阪の実業家野村徳七兄弟の寄付をもとに小石川植物園内に置かれた講座に「細胞学を基礎とする遺伝学講座」と名づけた。実験担当助手にアメリカ留学から帰った保井コノ（当時女子高等師範学校助教授）が務め、初年度の学生は篠遠喜人一人であった。藤井はさまざまな研究を行ったが、結果は短い講演要旨として残すだけで、論文に発表されることは少なく、門下から「不出版癖」と称された。藤井の教室は、染色体のらせん構造を研究した桑田義備、キク属の研究の田原正人、ハスの研究の大賀一郎らを輩出した。
1923年頃、私立の徳川生物学研究所評議員に就任。
1927年、定年のため東京帝国大学を退官、退官後も死去まで植物学教室で研究を継続。東京帝国大学名誉教授の名称を受領。
1929年、和田薫幸会の支援を受けて国際細胞学雑誌「キトロギア」を創刊。
1939年、勅旨をもって帝国学士院（戦後は日本学士院）会員に被命。
戦時中は山梨県に疎開。学振第74小委員会の開催とキトロギアの編集継続のため、疎開中も東京へ通った。
1950年、遺伝学への貢献とキトロギア刊行の功績が認められ、文化勲章受章。

## 栄典
- 1908年（明治41年）12月11日 - 従六位[12]
- 1927年（昭和2年）4月15日 - 従三位[13]

## 趣味
- 趣味は盆栽と南画の鑑賞・潤筆[3]。盆栽は白井光太郎から勧められて始めたとされ[3]、生物学的にも研究していたが、研究成果は未発表のまま死去した[3]。

## 著書
- 新編博物教科書（三木佐助、1896年） NDLJP:901952
- 近世博物教科書（三木佐助、1899年）中等教育理科叢書 NDLJP:832116
- 普通教育 植物学教科書（開成館、1901年）新世紀教科叢書 NDLJP:832437
- 普通植物図（松村任三共著：開成館、1902年）NDLJP:832619
- 輓近細胞学の進歩及其研究方法（岩波書店、1928年）東京帝国大学理学部会科学普及叢書第6編 NDLJP:1187904
- 中等植物教科書教授資料（東京開成館、1933年） NDLJP:1024266

## 関連文献
- 篠遠喜人 1952-03 藤井健次郎先生をしのぶ 科学 22(3) 岩波書店 pp.155-156 NDLJP:3217852
- 『植物学雑誌』及び『キトロギア』の藤井記念号に70歳までの経歴・業績の記載あり